# Государственные расходы
Госуда́рственные расхо́ды — расходы, направляемые на финансовое обеспечение задач и функций государства. Рассматривается в рамках государственного управления и фискальной политики.

## Определение
Согласно определению Якобсона Л.И., государственные расходы — это расходы, направляемые на финансирование необходимых государству видов продукции, работ и услуг, производимых государственными и частными предприятиями с целью достижение целей, стоящих перед государством.
Другими словами государственные расходы — это платежи, не подлежащие возврату, не создающие и не погашающие финансовых требований; затраты, связанные с осуществлением государством своих функций.

## Структура расходов
Государственные расходы включают в себя:
- государственные закупки товаров и услуг;
- монетарные трансакции из государственного в частный сектор;
- оплату труда государственных служащих;
- социальные выплаты;
- обслуживание государственного долга;
- трансферты.

## Классификация расходов
Классификация государственных расходов имеет следующую структуру: 
по экономическому содержанию
- текущие расходы — часть расходов бюджетов, обеспечивающая текущее финансирование органов государственной власти, оказание государственной поддержки другим бюджетам и отдельным отраслям экономики в форме дотаций, субсидий и субвенций на текущее финансирование.
- капитальные расходы — часть расходов бюджетов, обеспечивающая инновационную и инвестиционную деятельность; средства, предоставляемые в качестве бюджетных кредитов на инвестиционные цели юридическим лицам; расходы, при осуществлении которых создается или увеличивается имущество, находящееся в собственности государства;
- предоставление кредитов (бюджетных ссуд) за вычетом погашения.

по целям расходования
- военные:

° национальная оборона и обеспечение безопасности государства, осуществление конверсии оборонных отраслей промышленности.
- экономические:

° финансовая поддержка субъектов хозяйствования;
° инвестиционные и инновационные программы;
° пополнение государственных запасов драгоценных металлов и драгоценных камней, государственного материального резерва;
° обслуживание и погашение государственного долга;
° формирование государственной собственности;
° иные расходы экономического характера.
- социальные:

° компенсация государственным внебюджетным фондам расходов на выплату государственных пенсий и пособий, других социальных выплат;
° содержание учреждений, находящихся в государственной собственности или в ведении органов государственной власти;
° другие расходы на социальные цели.
- внешнеэкономические и внешнеполитические:

° осуществление международной деятельности в общегосударственных интересах (финансовое обеспечение реализации межгосударственных соглашений и соглашений с международными финансовыми организациями, взносы в международные организации);
° другие расходы в области международного сотрудничества и в соответствии с внешнеполитической программой государства.
- на содержание аппарата управления:

° обеспечение деятельности президента, органов законодательной и судебной власти, избирательной комиссии, органов исполнительной власти и их территориальных органов.
- другие расходы.

по видам услуг
- трансформационные — денежные средства государства предоставляются в обмен на услугу, выраженную в товаре или труде, например, государственные инвестиции, государственное потребление товаров и услуг, выплата из бюджета заработной платы;
- трансфертные — предоставляются на безвозмездной основе, например, субсидии, пособия домашним хозяйствам, социальное обеспечение.

по уровням бюджетной системы
- федеральный бюджет;
- региональные бюджеты;
- местные бюджеты.